# Розенберг, Кристьян
Кристьян Розенберг (эст. Kristjan Rosenberg; род. 16 мая 1994) — эстонский легкоатлет, специалист по многоборьям. Выступает за сборную Эстонии по лёгкой атлетике с 2015 года, победитель командного чемпионата Европы, чемпион Эстонии в десятиборье, участник ряда крупных международных стартов.

## Биография
Кристьян Розенберг родился 16 мая 1994 года. Занимался лёгкой атлетикой в Таллине в спортивном клубе «Калев».
Дебютировал в десятиборье на международном уровне в сезоне 2015 года, когда вошёл в состав эстонской национальной сборной и принял участие в домашнем молодёжном европейском первенстве в Таллине — без результата досрочно завершил здесь выступление после первого соревновательного дня.
В 2016 году одержал победу на чемпионате Эстонии в десятиборье, с результатом в 7738 очков занял 13-е место на чемпионате Европы в Амстердаме.
В 2017 году был одиннадцатым в семиборье на чемпионате Европы в помещении в Белграде. В десятиборье выступил на крупных международных соревнованиях Hypo-Meeting в Австрии и на командном чемпионате Европы по легкоатлетическим многоборьям в Таллине — сошёл здесь с дистанции, но вместе с эстонской командой стал серебряным призёром в общем зачёте.
В 2019 году на командном чемпионате Европы в Луцке с личным рекордом в 8033 очка стал четвёртым в личном зачёте и помог своим соотечественникам выиграть общий командный зачёт.